# Koundata
Koundata è un arrondissement del Benin situato nella città di Natitingou (dipartimento di Atakora) con 4.147 abitanti (dato 2006).